# Meirchion Gul
Meirchion Gul était un roi du royaume breton de  Rheged au Ve siècle dans le Hen Ogledd (vieux nord), au sud de la Calédonie.
On ne sait que peu de chose sur lui, sauf qu'il devait être mince  (Gul = mince). Son nom semble une celtisation du nom latin Marcianus porté par l'empereur contemporain Marcien. Son père s'appelait, selon la tradition, Gwrwst Lledlwm, et était un petit-fils  de Coel Hen. Meirchion Gul est le grand-père de Urien roi de Rheged. 
Il avait eu deux fils :
- Cynfarch Oer le père d'Urien.
- Elidyr Llydanwyn (le large et beau), qui aurait régné sur le  « Rheged du sud » et était le père du roi et poète Llywarch Hen.

## Sources
- (en) Peter Bartrum, A Welsh classical dictionary: people in history and legend up to about A.D. 1000, Aberystwyth, National Library of Wales, 1993 (ISBN 9780907158738), p. 530 MEIRCHION GUL ap GWRWST LEDLWM. (460)
- (en) Tim Clarkson, The Men of the North. The Britons of southern Scotland, Edinburgh, John Donald, 2010, 230 p. (ISBN 9781906566180), p. 75.